# Good Girl Gone Bad
Good Girl Gone Bad é o terceiro álbum de estúdio da cantora Rihanna, lançado a 5 de Junho de 2007 nos Estados Unidos. Inclui singles como "Umbrella", o primeiro do álbum, com a participação do rapper Jay-Z, que ficou em primeiro lugar durante dez semanas no Reino Unido e oito semanas na Billboard Hot 100, conquistando ainda o primeiro lugar em cerca de vinte e duas tabelas internacionais, para além disso, o álbum na primeira semana vendeu mais de 968 000 cópias mundialmente. O disco foi certificado com sete platinas pela BPI e seis pela RIAA.
O segundo single foi "Shut Up And Drive", que ficou na posição #15 na Billboard, mostrando o estilo rock da cantora, seguindo-se "Don't Stop the Music", faixa de estilo dance, lançado inicialmente na Europa. Na América do Norte, foi lançado como quarto single, alcançando a terceira posição na Billboard Hot 100. O quarto single lançado "Hate That I Love You", que conta com a participação de Ne-Yo, alcançou a 7ª posição nos Estados Unidos, e foi o terceiro single da cantora lançado na América.
Em Março de 2008, "Take a Bow" foi lançado como faixa de trabalho que ficou em primeiro na Billboard Hot 100, single este que marcou o relançamento do álbum com título renovado para Good Girl Gone Bad: Reloaded, lançado a 17 de Junho de 2008. Seguiu-se "If I Never See Your Face Again", contando com a participação da banda Maroon 5, alcançou a quinquagésima primeira posição na Billboard Hot 100. A Junho de 2008, é lançado o sétimo single do álbum e o terceiro e última novidade do relançamento, "Disturbia". Alcançou a primeira posição em todas as tabelas da Billboard em que entrou, sendo a terceira canção do álbum a alcançar o topo da tabela principal. Finais de 2008, é lançado o sétimo single do álbum, "Rehab". Entrou nas tabelas americanas, atingindo a décima oitava posição na Billboard Hot 100.
Em Janeiro de 2009 é novamente relançado em formato remixes a partir do álbum original, intitulado Good Girl Gone Bad: The Remixes. Contém remixes, nunca antes lançados.
São faixas de rádio editadas, como "Umbrella", "Disturbia" e "Don't Stop The Music" com mistura dance, editado nos Estados Unidos da América, correndo alguns países da Europa, cujo entrou em tabelas da Billboard, directamente para a centésima sexta posição da Billboard 200.

## Produção e tema
Após o seu segundo álbum, A Girl like Me, Rihanna começou a trabalhar com compositores e produtores, logo no início de 2007. A cantora passou a semana em que iria decorrer os Grammys 2007, com o cantor e compositor Ne-Yo, que trabalha para a mesma editora, Def Jam, para que o cantor a acompanhasse na produção do álbum, devido ao facto do cantor ter escrito com Rihanna o single "Unfaithful (canção)", então o cantor aconselhou-a a ter aulas de canto com ele. Para além do cantor, colaboraram também com a cantora, Evan Rogers e Carl Sturken, o produtor Sean Garrett e a equipa de produção norueguesa Stargate, que já tinha colaborado em outras alturas com Rihanna.Timbaland, Will.I.Am e J.R. Rotem também foram propostos para trabalhar em estúdio.
A maioria das faixas do álbum foram gravadas em Los Angeles, na California, paralelamente às sessões de gravação de faixas bónus para a edição especial do segundo álbum, previstas terminar em Fevereiro de 2007.
Ainda sozinha, Rihanna começou a trabalhar no álbum, inspirada em Afrodisiac, álbum da cantora Brandy Norwood de 2004, foi começando a escrever faixas.

Esse álbum gosto de ouvir todos os dias, todas as noites. Quando eu estava no estúdio, foi o álbum que ouvi a toda a hora e realmente estou admirada, porque que cada canção era uma grande canção. Você pode ouvir o álbum inteiro. E eu pensei que tinha de fazer um álbum como aquele.— Rihanna, numa entrevista sobre o novo álbum a uma rádio, 2007.
O género do álbum foi considerado um novo rumo para a cantora, pois seguiu a natureza de melodias de dança e electrónica, como o antecessor, juntado R&B e baladas. Numa entrevista sobre o tema do álbum, a cantora disse:

Você sente-se diferente a cada álbum, e nesta fase sinto que quero fazer um monte de canções. Quero manter as pessoas dançando, mas continua a um nível mais elevado ao mesmo tempo.— Rihanna, numa entrevista sobre o tema do álbum, 2007.
Durante uma outra entrevista para a estação de rádio do Reino Unido, Capital FM, Rihanna explicou o significado que esta por detrás do título escolhido para o álbum:

"Bad" não é estar frágil. "Bad" tem o seu próprio prazo para cada pessoa e no meu caso, isso só significa que eu tenha ficado um pouco rebelde no álbum, quebrando a minha antiga postura, estou correndo riscos … como Michael Jackson em Bad, uma espécie de curso— Rihanna, 2007.

### Composição
"Umbrella" foi escrito por Jay-Z e Terius Nash, "Shut Up And Drive" foi escrito pela dupla Carl Sturken e Evan Rogers, contendo partes da canção de 1999 de Orgy, "Blue Monday".
Duas das faixas do álbum, "Rehab" e "Lemme Get That", foram escritas por Timbaland, sendo que a primeira teve a colaboração de Justin Timberlake. A Stargate colaborou na escrita de "Don't Stop The Music", incorporando partes da música "Wanna Be Startin' Somethin'" de Michael Jackson.
O rapper The Dream, compôs a faixa "Breakin' Dishes", e J. R. Rotem escreveu "Push Up On Me".
Já a cantora compôs as faixas "Disturbia", em conjunto com o cantor Chris Brown, e "Good Girl Gone Bad", colaborando também na escrita de "Take A Bow" e nas modificações feitas na faixa "If I Never See Your Face Again" dos Maroon 5.

## Música

### Estilo
O novo álbum trouxe um novo ritmo e imagem a Rihanna. Continuando nos ritmos dançantes, mistura-se o género R&B. Deixando os ritmos pop dos outros álbuns, este novo apostou no desenvolvimento de um estilo de música não tão transmitido pela cantora.
O álbum não aprofunda só o género predominante, como também estreia o rock, nas características musicais da cantora, embora predominante seja apenas uma das quinze faixas padrão, levando a descobri também o synthpop e a música electro.
Sintetizadores e guitarras foram alguns dos instrumentos mais usados no álbum, para concluir uma combinação de música R&B com géneros electrónicos e de soul.
Segundo a BBC, esta nova fase musical da cantora fez alcançar uma posição da mesma na música, pois cada uma das faixas contém géneros diferentes e misturados, como "Umbrella" que mistura o R&B e o Hip hop, o "Disturbia" que mistura o R&B com o synthpop.
Para além disso, o estilo musical do álbum aprofunda outros géneros que a cantora nunca tinha usado nas suas faixas, como o rock em "Shut Up And Drive".

### Estrutura musical e letras
"Umbrella", cujo single contém a participação de Jay-Z, é a canção de abertura. A música combina batidas de sintetizador com base numa distorção bassline. Andy Kellman da AMG, descreveu a canção como um "mamute se tambores espaçosos, num cenário imponente durante o refrão, e vocais que são de alguma maneira totalmente convincentes. No entanto, a revista Entertainment Weekly, a música podia ser recreada por um programa digital da Apple, de forma a ficar com um som de garagem, considerando ainda a "Melhor canção de 2007" devido à junção do estilo de Jay com fortes influências barbadianas de Rihanna. A letra da música foi escrita de maneira tradicional. É iniciada com um verso rap, acompanhado de "eh, eh, eh", seguindo de introdução, refrão, desenvolvimento com bridge, meio, refrão e parte final. O álbum foi também o primeiro de Rihanna, onde apresentou o seu lado rock, como é evidente na música predominantemente com guitarra elétrica, "Shut Up and Drive". A canção faz parte de uma optimista sequência de abertura com um riff pesado de guitarra que contém um som de rock. "Hate That I Love You" e "Take a Bow" contém um som groove moderado, com influências fortes em R&B, em que se destaca o uso suave do violão. "Don't Stop the Music" e "Disturbia, são músicas dance, em que "Don't Stop The Music" tem incorporações de electropop e música house, enquanto que "Disturbia", usando um som escuro com o efeito vocal de auto-Tune, sendo utilizado em toda a música na voz de Rihanna.
"Shut Up and Drive" é tudo sobre Rihanna querendo alguém para levá-la ao redor em seu novo carro, ela quer alguém para assumir o controle agora, mas eles podem lidar com isso. "Hate That I Love You "fala sobre estar no amor com o ex-namorado e não ser capaz de seguir em frente. Numa entrevista, a cantora disse que Good Girl Gone Bad concentra-se principalmente em ser rebelde e ganhando uma atitude de rapariga má. "Take a Bow" retrata um pedido de desculpas de um namorado depois de perceber que agiu mal.

## Promoção

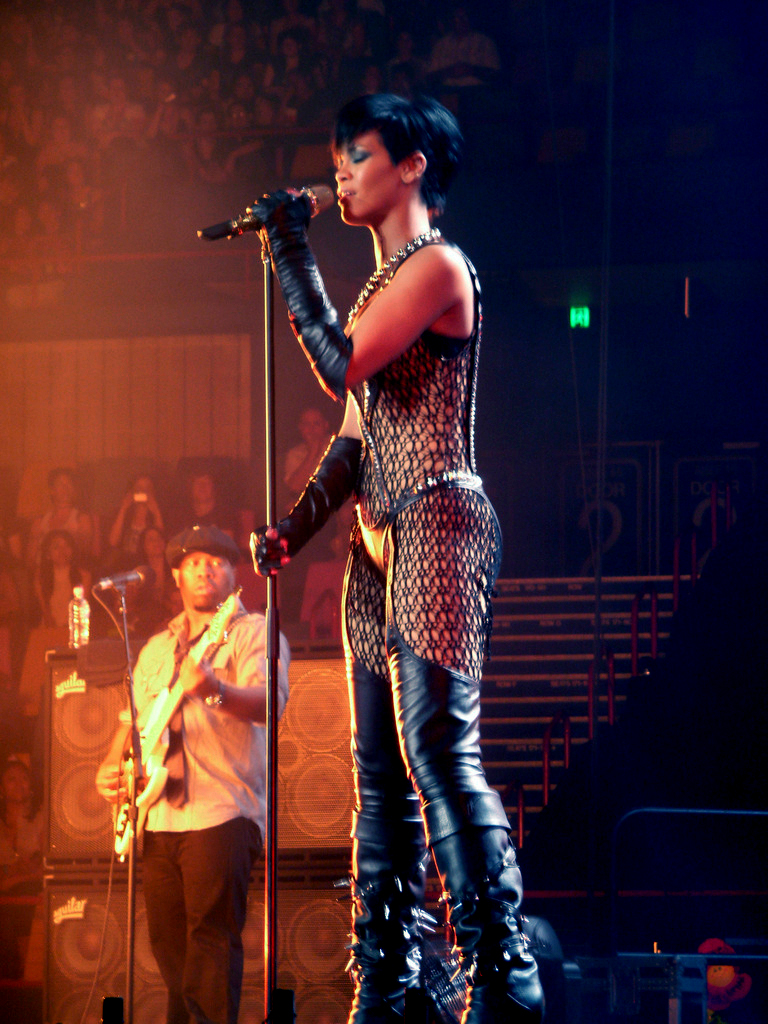
Rihanna numa actuação no Brisbane Entertainment Centre em 2008.

### Actuações
A cantora, para promover o seu álbum, apresentou-se formalmente à volta do Reino Unido, incluindo actuações em Preston. Num mini/promocional concerto, fez a actuação de "Umbrella", "Shut Up And Drive" e "Breakin' Dishes". Nos Estados Unidos da América, actuação de "Umbrella" nos  MTV Movie Awards 2007, "Hate That I Love You" nos America Music Awards 2007, e nos Grammys Awards 2007 as canções "Umbrella" e "Don't Stop The Music".
Em 2008, nos MTV Video Music Awards, Rihanna fez a primeira actuação da canção "Disturbia" e de "Rehab" nos American Music Awards. Entre outras actuações em cerimónias e concertos.

### The Good Girl Gone Bad Tour
Rihanna em 15 de Setembro de 2007, embarcou numa digressão mundial, três meses depois do lançamento do álbum. Consistiu em setenta e nove actuações e terminou em 13 de Maio de 2008. A primeira fase foi no Canadá, que consistiu em onze actuações em volta do mundo com Akon, mais tarde e sem Akon, em volta dos Estados Unidos da América, Europa, Oceania, África e Ásia. Durante a sua digressão, houve também actuações de Akon, Ciara e David Jordan.
A MTV fez uma crítica positiva, classificando bem a digressão, explicando o estilo de cada concerto que a cantora realizou, percorrendo todos os países onde actuou.

## Lançamento e recepção
Good Girl Gone Bad tornou-se um dos álbum mais vendidos de 2007, vendendo mais de 968.000 cópias na primeira semana de lançamento. e sendo certificado com três platinas pela RIAA. O álbum, em termos de vendas globais, vendeu mais de onze milhões novecentas e vinte mil cópias. Vendendo mais de dois milhões de cópias nos Estados Unidos da América.
No Reino Unido, o álbum foi o primeiro álbum de Rihanna, a vender cinquenta e três mil cópias na primeira semana, tornando-se número um na tabela do país. No fim de 2007, vendeu mais de quinhentas e sessenta mil cópias, tornando-se o sétimo álbum mais vendido do ano. Desde aí, foram atribuídas quatro platinas ao álbum e vendeu mais de um milhão duzentos e setenta e seis mil trezentas e quarenta e sete cópias, incluindo as vendas da reedição. O álbum subiu à posição doze e mais tarde à segunda posição, após o lançamento da sua reedição. Após noventa e oito semanas, dois anos, o álbum saiu da tabela na semana um de Maio de 2008. Em 2009 voltou a vigorar, um ano depois da sua saída, permanecendo mais três semanas.
Nos Estados Unidos, o álbum vendeu mais de dois milhões de cópias. Estreou na segunda posição na tabela do país, vendendo cento e sessenta e oito mil cópias na primeira semana. Na Billboard 200, permanece no top cem a noventa e seis semanas, tendo atingindo a segunda posição da tabela.
No Canadá, vendeu mais de duzentas e trinta e duas mil cópias durante o ano de 2007, sendo o sexto álbum mais vendido do ano. Foi certificado com três platinas, com vendas totais a rondar as trezentas mil cópias, apenas nesse país.
Na Europa, o álbum foi premiado com três platinas pela IFPI, por ter vendido três milhões de cópias, sendo um dos álbuns mais vendidos no continente em 2007. No Brasil o álbum foi o décimo quinto mais vendido de 2008, de acordo com a ABPD.

### Singles
O primeiro single do álbum, "Umbrella", foi lançado durante Março de 2007 nos Estados Unidos, e mais tarde em Maio no resto do mundo. Foi número um na Billboard, com início a 9 de Junho de 2007, até fazer sete semanas. A canção permaneceu em primeiro na tabela do Reino Unido, UK Singles Chart, por dez semanas consecutivas, sendo o single com mais tempo na primeira posição da década. Ficou posicionado na primeira posição em vinte sete países em volta do mundo, tendo vendido seis milhões e seis mil unidades em torno do mundo, sendo o mais vendido no primeiro trimestre de 2008. "Shut Up And Drive", segundo single, realizado em Agosto de 2007. Mesmo não se tendo posicionado como "Umbrella", alcançou o top cinco de países como Austrália, Finlândia, Irlanda e Reino Unido, e no top vinte de países como os Estados Unidos.
O terceiro single na Europa, quarto na América, "Don't Stop The Music", foi considerado outro single com sucesso, ficou no topo de dez tabelas e ficou colocado em terceiro na Billboard, de resto, ficou posicionado no top dez de vinte cinco países.
Quarto single na Europa, terceiro na América, "Hate That I Love You", com a participação de Ne-Yo, ficou no top dez da Billboard, em sétimo, e ficou no top vinte de outros quinze países.
"Take a Bow", primeiro single do relançamento do álbum, quinto no geral, foi número um no Reino Unido, Canadá, Irlanda e Estados Unidos, e posicionou-se no top dez em treze países. O single também foi reconhecido por ter sido a maior subida ao número um no Canadá, e a terceira maior subida nos Estados Unidos, na Billboard, sendo o segundo single do álbum a alcançar a primeira posição. Na América Latina e em Espanha o primeiro single da reedição foi a versão espanhola de "Hate That I Love You" com David Bisbal. O segundo single do relançamento, sexto no geral, "If I Never See Your Face Again", foi um remix rock com Maroon 5, ficou posicionado em quinquagésimo primeiro nos Estados Unidos e foi top quarenta em vários países da Europa e no Canadá.
O terceiro e último single do relançamento e sétimo no geral, "Disturbia", foi realizado em Junho de 2008, foi número um na Billboard e noutros países, como Canadá e Reino Unido. Foi o terceiro single número um do álbum nos Estados Unidos, Billboard. Ficou posicionado em mais dezoito países. "Rehab, o oitavo single, que foi lançado ao invés de "Breakin' Dishes" que foi substituído. Estreou nas rádios do Reino Unido em Outubro, ficou no top vinte da Billboard, alcançando a posição dezoito. Ficou no top dez de outros países como Bulgária, Alemanha e Áustria.
Uma canção lançada oficialmente pela editora, Def Jam, para nono single do álbum é "Breakin' Dishes" Embora antes tenha entrado na tabela de outros países, nomeadamente na Billboard.
Em números, cinco dos singles do álbum, Good Girl Gone Bad, terá vendido mais de cinco milhões de cópias, ou seja, "Umbrella", "Don't Stop The Music", "Shut Up And Drive", "Take A Bow" e "Disturbia". Ao todo, os temas do álbum venderam mais de dez milhões de cópias.

## Recepção da crítica
| Críticas profissionais | Críticas profissionais |
| Avaliações da crítica  | Avaliações da crítica  |
| Fonte                  | Avaliação              |
| ---------------------- | ---------------------- |
| Allmusic               | [ 20 ]                 |
| BBC                    | [ 64 ]                 |
| Entertainment Weekly   | (B+)                   |
| The Guardian           | [ 66 ]                 |
| The New York Times     | Positiva               |
| Pitchfork Media        | [ 68 ]                 |
| Yahoo! Music           | [ 69 ]                 |
| Slant Magazine         | [ 70 ]                 |
| Times Online           | [ 71 ]                 |
| USA Today              | [ 72 ]                 |

A resposta da crítica ao álbum Good Girl Gone Bad, foi muito positiva, com uma nota média de 72% baseada em 17 análises no Metacritic, que transforma todas as classificações em percentagens até cem por cento. Entertainment Weekly descreveu o álbum como um "empréstimo" do género R&B da década de 1990 para o tornar num álbum "delicioso" do Verão.
A Yahoo Music descreveu o álbum como um álbum de classe, de profundidade e seriedade difícil trituração, considerando uma grande transformação da cantora com potencial para se tornar numa estrela ainda maior.
Andy Kellman da AllMusic descreveu como um bom álbum pop de 2007, com doze single potenciais em alguns territórios. Enquanto que Kelefa Sanneh de New York Times descreveu o álbum, como cientificamente editado para criar hits.
A Pitchfork Media classificou o álbum como "inesperado e variado", como uma fonte de música que se possa ouvir. A revista Time, nomeou o álbum, como um "dos mais sexy de 2007", falando também de "Umbrella".
A Boston Globe referiu-se a Good Girl Gone Bad, como um álbum onde "o mal nunca tinha soado tão bem", tendo afirmado que a cantora, com este álbum, estava a "bloquear o verão". Considerando um dos melhores álbuns lançados em 2007.
O álbum, entre outras indicações e prémios, recebeu seis nomeações em 2008, nos Grammy Awards, nas categorias de Best R&B Song, Best R&B Performance by a Duo or Group with Vocals por "Hate That I Love You", Best Dance Recording por "Don't Stop the Music", Record of the Year, Song of the Year, Best Rap/Sung Collaboration por "Umbrella", tendo vencido nesta última categoria. Em 2009 o álbum continua a receber indicações, nomeadamente nos Grammy, juntando mais três nomeações, perfazendo nove no total.

## Atribuição de prémios e indicações
O álbum e respectivos singles receberam várias indicações, entre as quais algumas vencidas. Em 2007, o disco venceu na categoria Album of the Year (International) no Juno Awards. "Umbrella" arrebatou vários prémios. Song of the Year no Barbados Music Awards, Best Rap/Sung Collaboration nos Grammys, sendo o primeiro da cantora, e a mesma canção recebeu mais duas indicações. Recebeu também uma indicação no MTV Europe Music Awards em 2007, na categoria Most Addictive Track. Juntando mais quatro indicações no MTV Video Music Awards de 2007, duas delas ganhas sob as categorias de Monster Single of the Year e Video of the Year. No Teen Choice Awards foi indicado na categoria de Choice Music: Single. MuchMusic Video Awards atribuiu um prémio na categoria Most Watched Video, e ainda a "Don't Stop The Music em Best International Artist Video No Swiss Music Awards, venceu na categoria Best Song International, no Image Awards correspondeu a Best Music Video, em Los Premios Principales 2007 na categoria de Song of the Year, no Planeta Awards em Pop/Hip Hop Song of the Year e no Annual VH1 Soul VIBE Awards Special galardou na categoria VH1 Soul Video of the Year. "Shut Up And Drive" venceu na categoria Best Female Music Video nos Barbados Music Awards, People's Choice Awards em Favorite R&B Song e no Teen Choice Awards por Choice Summer Song Para além disso, "Dont' Stop The Music", "Take a Bow" e "Disturbia", venceram nos Barbados Music Awrads em Best Pop/R&B single e  os últimos dois em Video of the Year. "Don't Stop The Music" foi ainda indicado para os Grammy Awards sob Best Dance Recording, em conjunto com Hate That I Love You em Best R&B Performance by a Duo or Group e Best R&B Song. Em compensação, venceu na categoria Best International Song do NRJ Music Awards e ainda, no International Dance Music Awards em Best R&B/Urban Dance Track.

Em 2008, para marcar com relançamento do trabalho de estúdio, "Take a Bow" para além de ter vencido nos prémios do país de origem da cantora, foi nomeado ainda em Best Female Video nos MTV Video Music Awards. "If I Never See Your Face Again" venceu uma categoria online, Best Artist Pairing nos MSN In Music Awards, para além de ter sido nomeado em Best Pop Collaboration With Vocals nos Grammys. "Disturbia", foi também premiado em Best International Song dos NRJ Music Awards e em Best R&B/Urban Dance Track dos International Dance Music Awards. O último single do álbum, "Rehab", venceu em Best Music Video nos Urban Music Awards.

## Alinhamento de faixas
| Edição padrão  |                                    |                                                                                            |                                   |         |  |
| N.º            | Título                             | Compositor(es)                                                                             | Produtor(es)                      | Duração |  |
| 1.             | "Umbrella" (com Jay-Z)             | Christopher "Tricky" Stewart, Terius "The-Dream" Nash, Thaddis "Kuk" Harrell, Shawn Carter | Stewart, Harrell(a)               | 4:35    |  |
| 2.             | "Push Up On Me"                    | Jonathan "J.R." Rotem, Makeba Riddick, Lionel Richie, Cynthia Weil                         | Rotem, Riddick(a)                 | 3:15    |  |
| 3.             | "Don't Stop the Music"             | Tork Erik Hermansen, Mikkel S. Eriksen, Tawanna Dabney, Michael Jackson                    | Stargate                          | 4:27    |  |
| 4.             | "Breakin' Dishes"                  | Stewart, Nash                                                                              | Stewart, Harrell(a)               | 3:20    |  |
| 5.             | "Shut Up and Drive"                | Carl Sturken e Evan Rogers, Stephen Morris, Peter Hook, Bernard Sumner, Gillian Gilbert    | Sturken, Rogers                   | 3:33    |  |
| 6.             | "Hate That I Love You" (com Ne-Yo) | Shaffer Smith, Hermansen, Eriksen                                                          | Stargate, Ne-Yo(a)                | 3:39    |  |
| 7.             | "Say It"                           | Riddick, Quaadir Atkinson, Ewart Brown, Clifton Dillon, Sly Dunbar, Brian Thompson         | Neo da Matrix, Riddick(a)         | 4:10    |  |
| 8.             | "Sell Me Candy"                    | Nash, Riddick, Timothy Mosley                                                              | Timbaland, Riddick(a), Nash(a)    | 2:45    |  |
| 9.             | "Lemme Get That"                   | Nash, Mosley, Carter                                                                       | Timbaland, Nash(a)                | 3:41    |  |
| 10.            | "Rehab"                            | Justin Timberlake, Mosley, Hannon Lane                                                     | Timbaland, Lane(b), Timberlake(a) | 4:54    |  |
| 11.            | "Question Existing"                | Smith, Shea Taylor, Carter                                                                 | Taylor, Ne-Yo(b), Riddick(a)      | 4:08    |  |
| 12.            | "Good Girl Gone Bad"               | Smith, Hermansen, Eriksen, Lene Marlin                                                     | Stargate, Ne-Yo(a), Nash(a)       | 3:35    |  |
| Duração total: | Duração total:                     | Duração total:                                                                             | Duração total:                    | 46:02   |  |

| Faixa bónus internacional |                |                            |                |         |  |
| N.º                       | Título         | Compositor(es)             | Produtor(es)   | Duração |  |
| 13.                       | "Cry"          | Hermansen, Eriksen, Dabney | Stargate       | 3:53    |  |
| Duração total:            | Duração total: | Duração total:             | Duração total: | 49:55   |  |

| Faixa bónus britânica em descarga digital |                              |                                |                     |         |  |
| N.º                                       | Título                       | Compositor(es)                 | Produtor(es)        | Duração |  |
| 14.                                       | "Umbrella" (versão acústica) | Stewart, Nash, Harrell, Carter | Stewart, Harrell(a) | 4:36    |  |
| Duração total:                            | Duração total:               | Duração total:                 | Duração total:      | 54:35   |  |

| Faixa bónus francesa |                                  |                                |                     |         |  |
| N.º                  | Título                           | Compositor(es)                 | Produtor(es)        | Duração |  |
| 14.                  | "Umbrella" (The Lindbergh Remix) | Stewart, Nash, Harrell, Carter | Stewart, Harrell(a) | 3:53    |  |
| Duração total:       | Duração total:                   | Duração total:                 | Duração total:      | 49:55   |  |

| Faixa bónus japonesa |                |                 |                 |         |  |
| N.º                  | Título         | Compositor(es)  | Produtor(es)    | Duração |  |
| 14.                  | "Haunted"      | Sturken, Rogers | Sturken, Rogers | 4:09    |  |
| Duração total:       | Duração total: | Duração total:  | Duração total:  | 54:06   |  |

| Disco bónus de remisturas da edição deluxe |                                                           |                                                    |                                                      |         |  |
| N.º                                        | Título                                                    | Compositor(es)                                     | Produtor(es)                                         | Duração |  |
| 1.                                         | "Umbrella" (com Jay-Z) (Seamus Haji & Paul Emanuel Remix) | Stewart, Nash, Harrell, Carter                     | Stewart, Harrell(a), Seamus Haji(c), Paul Emanuel(c) | 6:27    |  |
| 2.                                         | "Breakin' Dishes" (Soul Seekerz Remix)                    | Stewart, Nash                                      | Stewart, Harrell(a), Soul Seekerz(c)                 | 6:36    |  |
| 3.                                         | "Don't Stop the Music" (The Wideboys Club Mix)            | Hermansen, Erkisen, Dabney, Jackson                | Stargate, The Wideboys(c)                            | 6:04    |  |
| 4.                                         | "Question Existing" (The Wideboys Club Mix)               | Smith, Taylor, Carter                              | Taylor, Ne-Yo(b), Riddick(a), The Wideboys(c)        | 6:37    |  |
| 5.                                         | "Hate That I Love You" (com Ne-Yo) (K-Klassic Remix)      | Smith, Hermansen, Eriksen                          | Stargate, Ne-Yo(a), K-Klass(c)                       |         |  |
| 6.                                         | "Push Up on Me" (Moto Blanco Club Mix)                    | Rotem, Riddick, Richie, Weil                       | Rotem, Riddick(a), Moto Blanco(c)                    | 7:41    |  |
| 7.                                         | "Good Girl Gone Bad" (Soul Seekerz Remix)                 | Smith, Hermansen, Eriksen, Malin                   | Stargate, Ne-Yo(a), Nash(a), Soul Seekerz(c)         | 6:37    |  |
| 8.                                         | "Haunted" (Steve Mac Classic Mix)                         | Sturken, Rogers                                    | Sturken, Rogers, Steve Mac(c)                        | 6:35    |  |
| 9.                                         | "Say It" (Soul Seekerz Remix)                             | Riddick, Atkinson, Brown, Dillon, Dunbar, Thompson | Neo da Matrix, Riddick(a), Seekerz(c)                | 6:25    |  |
| 10.                                        | "Cry" (Steve Mac Classic Mix)                             | Hermansen, Eriksen, Dabney                         | Stargate, Mac(c)                                     | 5:48    |  |
| 11.                                        | "SOS" (Digital Dog Remix)                                 | Rotem, E. Kidd Bogart, Ed Cobb                     | Rotem, Digital Dog(c)                                | 7:23    |  |
| Duração total:                             | Duração total:                                            | Duração total:                                     | Duração total:                                       | 72:38   |  |

Notas
- Nota a: Denota produtores vocais
- Nota b: Denota co-produtores
- Nota c: Denota remisturadores

Créditos de demonstrações
- "Push Up on Me" interpola demonstrações de "Running with the Night" por Lionel Richie.
- "Don't Stop the Music" contém interpolações de "Wanna Be Startin' Somethin'" por Michael Jackson, cuja contém interpolações de "Soul Makossa" por Manu Dibango.
- "Shut Up and Drive" contém demonstrações de "Blue Monday" por New Order.
- "Say It" apresenta interpolações de "Flex" por Mad Cobra.

## Good Girl Gone Bad: Reloaded
Good Girl Gone Bad: Reloaded é a reedição do terceiro álbum de estúdio, lançado em Junho de 2008. Inclui as doze faixas mais três faixas inéditas. "Take a Bow", que ficou em 1º lugar por uma semana na Billboard Hot 100 tornando-se seu terceiro #1 na parada, "If I Never See Your Face Again" uma edição especial para o relançamento dos álbuns de Rihanna e Maroon 5, e em terceiro "Disturbia", escrita por Rihanna e Chris Brown que alcançou o topo da Billboard Hot 100.. Além de três faixas inéditas, a edição especial que traz o lançamento do primeiro álbum de vídeo da cantora, contém ainda os sucessos da versão original do álbum, como "Umbrella" e "Don't Stop the Music".
O relançamento do álbum, fez com que este subisse da posição #124 para #7, numa semana na Billboard 200, devido ao ter vendido 63 000 cópias numa semana mas o lançamento das três novas faixas também bateram recordes na Billboard, como ter conseguindo colocar 2 singles no Top 5 por três semanas consecutivas Take a Bow (#2, #4 e #4) e Disturbia (#4, #3 e #2). Devido às vendas do álbum, nos EUA foi lançado o Good Girl Gone Bad: Reloaded Deluxe Edition, uma nova versão do Reloaded, que contém as doze faixas iniciais,  as três relançadas e mais uma, "Cry", num conjunto de dois discos.

### EdiçãoReloaded
| Edição Reloaded |                                                         |                                                                                              |         |  |
| N.º             | Título                                                  | Compositor(es)                                                                               | Duração |  |
| 1.              | "Umbrella" (com Jay-Z)                                  | Christopher Stewart, The-Dream, Kuk Harrell, Jay-Z                                           | 4:35    |  |
| 2.              | "Push Up On Me"                                         | J. R. Rotem, Makeba Riddick, Lionel Richie, Cynthia Weil                                     | 3:15    |  |
| 3.              | "Don't Stop the Music"                                  | Stargate, Michael Jackson                                                                    | 4:27    |  |
| 4.              | "Breakin' Dishes"                                       | Christopher Stewart, The-Dream                                                               | 3:20    |  |
| 5.              | "Shut Up and Drive"                                     | Carl Sturken e Evan Rogers, Stephen Morris, Peter Hook, Bernard Sumner, Gillian Gilbert      | 3:33    |  |
| 6.              | "Hate That I Love You" (com Ne-Yo)                      | Christopher Stewart, The-Dream                                                               | 3:39    |  |
| 7.              | "Say It"                                                | Makeba Riddick, Quaadir Atkinson, Ewart Brown, Clifton Dillon, Lowell Dunbar, Brian Thompson | 4:10    |  |
| 8.              | "Sell Me Candy"                                         | Terius Nash, Makeba Riddick, Timbaland                                                       | 2:45    |  |
| 9.              | "Lemme Get That"                                        | Terius Nash, Timbaland, Jay-Z                                                                | 3:41    |  |
| 10.             | "Rehab"                                                 | Justin Timberlake, Timbaland, Hannon Lane                                                    | 4:54    |  |
| 11.             | "Question Existing"                                     | Shaffer Smith, Shea Taylor, Shawn Carter                                                     | 4:06    |  |
| 12.             | "Good Girl Gone Bad"                                    | Shaffer Smith, Tor Erik Hermansen, Mikkel S. Eriksen, Lene Marlin                            | 3:33    |  |
| 13.             | "Disturbia"                                             | Rihanna, Chris Brown, Andre Merritt                                                          | 3:59    |  |
| 14.             | "Take a Bow"                                            | Ne-Yo, T.E. Hermansen, M.S. Eriksen                                                          | 3:49    |  |
| 15.             | "If I Never See Your Face Again" (Maroon 5 com Rihanna) | Adam Levine, James Valentine                                                                 | 3:18    |  |
| Duração total:  | Duração total:                                          | Duração total:                                                                               | 56:28   |  |

| Faixa Bónus no Reino Unido, Irlanda e Austrália |        |         |  |
| N.º                                             | Título | Duração |  |
| 13.                                             | "Cry"  | 3:55    |  |

| Faixa Bónus no Japão |           |                |         |  |
| N.º                  | Título    | Compositor(es) | Duração |  |
| 13.                  | "Cry"     |                | 3:55    |  |
| 14.                  | "Haunted" |                | 4:09    |  |

| Faixa Bónus na Ásia |                                          |         |  |
| N.º                 | Título                                   | Duração |  |
| 16.                 | "Hate That I Love You" (com Hins Cheung) | 3:41    |  |

| Faixa Bónus em Espanha e na América Latina |                                           |         |  |
| N.º                                        | Título                                    | Duração |  |
| 16.                                        | "Hate That I Love You" (com David Bisbal) | 3:41    |  |

## Good Girl Gone Bad: Reloaded (Edição CD/DVD)
Good Girl Gone Bad: Reloaded foi lançado, por tempo limitado, na Europa e na América, como um pack especial de álbum (Good Girl Gone Bad: Reloaded) e álbum de vídeo, intitulado "Good Girl Gone Bad Live".

### Good Girl Gone Bad Live
O concerto na Manchester Evening News Arena em Manchester, Inglaterra, a 6 de Dezembro de 2007, foi gravado e não se esperava que fosse convertido no primeiro álbum de vídeo da cantora. O DVD também incluiu o documentário gravado de Rihanna e da sua banda durante as viagens da digressão. No canal britânico Channel 4, no dia de Natal, foi transmitido esse mesmo documentário.
Para tornar numa edição especial o relançamento do Good Girl Gone Bad: Reloaded, Rihanna lança juntamente ao álbum de estúdio o seu primeiro álbum de vídeo. Good Girl Gone Bad Live foi lançado em Junho junto com o Reloaded e, na primeira semana, obteve logo resultados, como no Brasil que vendeu na primeira semana mais de 20 000 cópias, e não só, o álbum de vídeo consegui também entrar em grandes tabelas, como a Billboard, obtendo grandes resultados, sendo apenas o primeiro DVD lançado por Rihanna.
Tendo sido também nomeado para o 51º Grammy Awards na categoria de "Best Long Form Music Video".
O álbum de vídeo foi classificado com quatro de cinco estrelas possíveis, pela AllMusic, o álbum de vídeo tem um tempo aproximado de noventa e cinco minutos de duração.

### EdiçãoLive
| Edição Live    |                                                   |         |  |
| N.º            | Título                                            | Duração |  |
| 1.             | "Introdução"                                      | 1:32    |  |
| 2.             | "Pon de Replay"                                   | 2:18    |  |
| 3.             | "Break It Off"                                    | 2:36    |  |
| 4.             | "Let Me"                                          | 3:58    |  |
| 5.             | "Rehab"                                           | 4:45    |  |
| 6.             | "Breakin' Dishes"                                 | 5:15    |  |
| 7.             | "Is This Love" (Versão alternativa de Bob Marley) | 3:09    |  |
| 8.             | "Kisses Don't Lie"                                | 3:09    |  |
| 9.             | "Scratch"                                         | 3:13    |  |
| 10.            | "SOS"                                             | 2:16    |  |
| 11.            | "Good Girl Gone Bad"                              | 3:40    |  |
| 12.            | "Hate That I Love You"                            | 4:53    |  |
| 13.            | "Unfaithful"                                      | 3:41    |  |
| 14.            | "Sell Me Candy"                                   | 5:25    |  |
| 15.            | "DJ Kevmo/Don't Stop The Music"                   | 4:01    |  |
| 16.            | "Push Up On Me"                                   | 4:05    |  |
| 17.            | "Shut Up And Drive"                               | 3:06    |  |
| 18.            | "Question Existing"                               | 5:04    |  |
| 19.            | "Umbrella"                                        | 4:52    |  |
| Duração total: | Duração total:                                    | 64:69   |  |

| Recursos bónus |                                                                     |         |  |
| N.º            | Título                                                              | Duração |  |
| 1.             | "Documentário"                                                      |         |  |
| 2.             | "Vídeo oculto" (Versão alternativa de "Umbrella" feita pela banda.) |         |  |

## Good Girl Gone Bad: The Remixes
Good Girl Gone Bad: The Remixes é um álbum de remixes lançado a 27 de Janeiro de 2009, a partir do álbum original, Good Girl Gone Bad. Contém remixes, nunca lançadas antes.
São faixas de rádio editadas faixas como Umbrella, Disturbia e Don't Stop The Music com mistura Dance, editado nos EUA, correndo alguns países da Europa, incluídas num álbum que já entrou em três paradas da Billboard, entrando directamente para a posição #106 da Billboard 200.
No alinhamento do álbum, foi decidido a retirada de faixas como "Rehab","Lemme Get That","Sell Me Candy" e também "If I Never See Your Face Again" por ter a partição da banda Maroon 5. Embora estas faixas tivessem edições remix, a editora Def Jam em conjunto com a cantora, decidiu retirar as faixas do álbum e lançar o mesmo apenas em algumas partes do mundo, contendo as doze faixas.
A álbum recebeu boas críticas da AllMusic e do canal televisivo VH1, fazendo referência à qualidade dos remixes que o álbum contém, lançados a partir das faixas originais, outro referenciado, devido à pouca frequência. Embora também tenha sido criticado, devido ao facto de ser um terceiro lançamento com base no álbum padrão, e os críticos consideraram que o álbum poderia vir a estar desgastado com tanto lançamento.
| Edição The Remixes |                                                           |         |  |
| N.º                | Título                                                    | Duração |  |
| 1.                 | "Umbrella" (com Jay-Z - Seamus Haji & Paul Emanuel Remix) | 3:58    |  |
| 2.                 | "Disturbia" (Jody den Broeder Remix)                      | 3:51    |  |
| 3.                 | "Shut Up and Drive" (The Wideboys Remix)                  | 3:39    |  |
| 4.                 | "Don't Stop The Music" (Jody den Broeder Remix)           | 3:10    |  |
| 5.                 | "Take a Bow" (Tony Moran & Warren Riggs Remix)            | 4:02    |  |
| 6.                 | "Breakin' Dishes" (Soul Seekerz Remix)                    | 3:19    |  |
| 7.                 | "Hate That I Love You" (com Ne-Yo - K-Klassic Remix)      | 3:58    |  |
| 8.                 | "Question Existing" (The Wideboys Remix)                  | 3:40    |  |
| 9.                 | "Push Up on Me" (Moto Blanco Remix)                       | 3:29    |  |
| 10.                | "Good Girl Gone Bad" (Soul Seekerz Remix)                 | 3:28    |  |
| 11.                | "Say It" (Soul Seekerz Remix)                             | 4:20    |  |
| 12.                | "Umbrella" (com Jay-Z - Lindbergh Palace Remix)           | 3:54    |  |
| Duração total:     | Duração total:                                            | 44:25   |  |

## Histórico do lançamento
| País                                     | Data                |
| ---------------------------------------- | ------------------- |
| Japão                                    | 30 de Maio de 2007  |
| Alemanha, Países Baixos, Polónia, Itália | 1 de Junho de 2007  |
| Reino Unido, França, Portugal            | 4 de Junho de 2007  |
| Estados Unidos, Canadá                   | 5 de Junho de 2007  |
| Espanha                                  | 7 de Junho de 2007  |
| Austrália                                | 9 de Junho de 2007  |
| China, Filipinas                         | 28 de Junho de 2007 |
| Brasil                                   | 18 de Julho de 2007 |
| Médio Oriente                            | 21 de Julho de 2007 |

| País             | Data                                                     |
| ---------------- | -------------------------------------------------------- |
| Reino Unido      | 2 de Junho de 2008(CD) 16 de Junho de 2008(CD/Bónus DVD) |
| Alemanha, Suíça  | 12 de Junho de 2008                                      |
| Europa           | 13 de Junho de 2008                                      |
| Estados Unidos   | 17 de Junho de 2008                                      |
| Austrália        | 20 de Junho de 2008                                      |
| Singapura        | 20 de Junho de 2008                                      |
| Japão, Filipinas | 25 de Junho de 2008                                      |
| Brasil           | 30 de Junho de 2008                                      |
| Médio Oriente    | 5 de Julho de 2008                                       |

| País        | Data                   |
| ----------- | ---------------------- |
| Itália      | 12 de Novembro de 2008 |
| Reino Unido | 17 de Novembro de 2008 |

| País           | Data                   |
| -------------- | ---------------------- |
| Estados Unidos | 27 de Janeiro de 2009  |
| Alemanha       | 6 de Fevereiro de 2009 |
| Reino Unido    | 9 de Fevereiro de 2009 |
| Brasil         | 13 de Março de 2009    |

## Produtos relacionados
Para além do álbum conjuntamente na sua venda, um poster exclusivo do álbum, a CoverGirl, com o lançamento de "Umbrella" e do álbum, viu a possibilidade de associar à imagem dos lançamentos, a empresa de cosméticos. Assim a cantora durante o lançamento oficial do álbum, e durante o videoclipe do single "Umbrella", usou a nova gama de batons lançados pela empresa.
Após "Umbrella" ter batido recordes nas paradas britânicas, foi também a inspiração de um produto lançado pela cantora, por influência do público, uma colecção de cinco guarda-chuvas personalizados.

## Créditos
O álbum atribui os seguintes créditos:
| - Rihanna - vocais - Chris "Tricky" Stewart & Hannon B. Lane - teclado - Mikkel Eriksen & Tor Erik Hermansen (aka Stargate) - Teclado, tambores - Bernt Rune Stray - guitarra - Richard Fortus - guitarra - Espen Lind - guitarra - Chris "Tricky" Stewart - tambores - Doug Michels - trompete - Stevie Blacke - violino, violoncelo - Ed Calle - orquestração - Dana Teboe & John Kricker - trombone | - Produtores Executivos: Carter Administration - Gerenciamento: Marc Jordan and Christa Shaub - Masterizado por Chris Gehringer - Produtores vocais: Terius "The-Dream" Nash, Ne-Yo, Stargate, Justin Timberlake, Makeba Riddick - Direcção da arte e design: J. Peter Robinson - Fotografia: Roberto Deste - Estilo: GK Reid - Marketing: Angela Allen - Participações: Jay-Z, Ne-Yo, Justin Timberlake, Timbaland - Director de digressão e coreógrafo: Tina Landon |

## Posições

### Singles lançados
| Ano  | Single                                        | Melhores Posições | Melhores Posições | Melhores Posições | Melhores Posições | Melhores Posições | Melhores Posições | Melhores Posições | Melhores Posições | Melhores Posições | Melhores Posições | Melhores Posições | Melhores Posições | Melhores Posições | Melhores Posições | Melhores Posições | Melhores Posições | Melhores Posições | Melhores Posições | Melhores Posições |
| Ano  | Single                                        | EUA               | CAN               | UK                | IRL               | NZ                | ALE               | AUT               | AUS               | FRA               | PT                | BRA               | SW                | BEL               | BUL               | IT                | ARG               | NOR               | HOL               | ISR               |
| ---- | --------------------------------------------- | ----------------- | ----------------- | ----------------- | ----------------- | ----------------- | ----------------- | ----------------- | ----------------- | ----------------- | ----------------- | ----------------- | ----------------- | ----------------- | ----------------- | ----------------- | ----------------- | ----------------- | ----------------- | ----------------- |
| 2007 | "Umbrella"(participação de Jay-Z)             | 1                 | 1                 | 1                 | 1                 | 1                 | 1                 | 1                 | 1                 | 1                 | 1                 | 1                 | 1                 | 1                 | 1                 | 1                 | 1                 | 1                 | 1                 | 1                 |
| 2007 | "Shut Up and Drive"                           | 15                | 6                 | 5                 | 4                 | 12                | 6                 | 31                | 4                 | 33                | 11                | 12                | –                 | 9                 | 13                | 6                 | 1                 | 13                | 5                 | 8                 |
| 2007 | "Don't Stop the Music"                        | 3                 | 2                 | 4                 | 6                 | 3                 | 1                 | 1                 | 1                 | 1                 | 2                 | 1                 | 1                 | 1                 | 3                 | 1                 | 1                 | 7                 | 1                 | 1                 |
| 2007 | "Hate That I Love You"(participação de Ne-Yo) | 7                 | 17                | 15                | 13                | 6                 | 11                | 33                | 14                | 16                | 12                | 1                 | 13                | 23                | 14                | –                 | 2                 | –                 | 7                 | 8                 |
| 2008 | "Take a Bow"                                  | 1                 | 1                 | 1                 | 1                 | 2                 | 6                 | 3                 | 3                 | 12                | 6                 | 1                 | 7                 | 13                | 6                 | –                 | 1                 | 5                 | 3                 | 4                 |
| 2008 | "If I Never See Your Face Again"              | 51                | 12                | 16                | 16                | 21                | 11                | 52                | 11                | 54                | –                 | 38                | 52                | –                 | 3                 | –                 | 4                 | –                 | 11                | 6                 |
| 2008 | "Disturbia"                                   | 1                 | 2                 | 3                 | 4                 | 1                 | 1                 | 4                 | 4                 | 1                 | 2                 | 1                 | 4                 | 1                 | 3                 | 14                | 1                 | 3                 | 4                 | 2                 |
| 2008 | "Rehab"                                       | 18                | 19                | 16                | 22                | 12                | 4                 | 9                 | 26                | –                 | 5                 | 3                 | 13                | –                 | 3                 | 27                | –                 | 4                 | 3                 | 1                 |
| 2009 | "Breakin' Dishes"                             | –                 | –                 | –                 | –                 | –                 | –                 | –                 | –                 | –                 | 45                | –                 | –                 | –                 | 35                | –                 | –                 | –                 | –                 | –                 |

### Álbuns
| Tabela (Good Girl Gone Bad/Reloaded) (2007-2009) | Melhor posição | Certificação | Vendas   |
| ------------------------------------------------ | -------------- | ------------ | -------- |
| Australian ARIA Albums Chart                     | 2              | 3× Platina   | 210,000  |
| Greek Albums Chart                               | 2              | Platina      | +37,000  |
| Austrian Albums Chart                            | 2              | Platina      | +20,000  |
| Belgian Albums Chart                             | 9              | Platina      | +20,000  |
| Brazilian Albums Chart                           | 1              | 2× Platina   | 120,000  |
| Canadian Albums Chart                            | 1              | 3× Platina   | +320,000 |
| Czech Republic Albums Chart                      | 1              | Platina      | 6,500    |
| Danish Albums Chart                              | 1              | Platina      | +30,000  |
| Dutch Albums Chart                               | 1              | Platina      | +70,000  |
| Finnish Albums Chart                             | 1              | Ouro         | +15,000  |
| France Albums Charts                             | 1              | Platina      | 243,000  |
| Greek International Albums Chart                 | 1              | Ouro         | +7,000   |
| Hungarian Albums Chart                           | 1              | Platina      | 6,000    |
| Irish Albums Chart                               | 1              | 6× Platina   | +90,000  |
| Italian Albums Chart                             | 21             | Ouro         | +35,000  |

| Tabela (Good Girl Gone Bad/Reloaded) (2007-2009) | Melhor posição | Certificação | Vendas     |
| ------------------------------------------------ | -------------- | ------------ | ---------- |
| Japanese Albums Chart                            | 1              | Ouro         | 155,000    |
| Mexican Albums Chart                             | 1              | Ouro         | +70,000    |
| New Zealand RIANZ Albums Chart                   | 3              | Platina      | +15,000    |
| Polish Albums Chart                              | 3              | 2× Platina   | 60,000+    |
| Russian Albums Chart                             | 1              | 5× Platina   | +100,000   |
| Spanish Albums Chart                             | 9              | 2× Platina   | 160,000    |
| UK Albums Chart                                  | 1              | 5× Platina   | +2,000,000 |
| UK R&B Albums Chart                              | 1              | 5× Platina   | +2,000,000 |
| Billboard 200                                    | 2              | 3× Platina   | 2,430,396  |
| Swiss Albums Chart                               | 1              | 3× Platina   | +60,000    |
| United World Chart                               | 1              | —            | 5,259,347  |
| Ireland Albums Top 75                            | 1              | 2× Platina   | +55,000    |
| Portuguese Albums Chart                          | 14             | Ouro         | +10,000    |
| Taiwanese Albums Chart                           | 1              | —            | +5,000     |